# Criminal: Francia
Criminal: Francia (Criminal: France) è una serie televisiva francese creata da Kay Smith e Jim Field Smith e interpretata da Margot Bancilhon, Laurent Lucas, Stéphane Jobert, Anne Azoulay, Mhamed Arezki, Nathalie Baye, Jérémie Renier e Sara Giraudeau.
Criminal: Francia è una parte della serie antologica Criminal, composta da 12 episodi; le altre parti, sempre di 3 episodi, sono ambientate in Spagna, Regno Unito e Germania.
La serie è stata distribuita a livello globale su Netflix a partire dal 20 settembre 2019.

## Personaggi e interpreti
- Margot Bancilhon
- Laurent Lucas
- Stéphane Jobert
- Anne Azoulay
- Mhamed Arezki
- Nathalie Baye
- Jérémie Renier
- Sara Giraudeau

## Episodi
| n° | Titolo   | Pubblicazione Francia | Pubblicazione Italia |
| -- | -------- | --------------------- | -------------------- |
| 1  | Émilie   | 20 settembre 2019     | 20 settembre 2019    |
| 2  | Caroline | 20 settembre 2019     | 20 settembre 2019    |
| 3  | Jérôme   | 20 settembre 2019     | 20 settembre 2019    |